# Mała Wieś (Powiat Płocki)
Mała Wieś ist ein Dorf und Sitz der gleichnamigen Gemeinde im Powiat Płocki der Woiwodschaft Masowien, Polen.

## Gemeinde
Zur Landgemeinde Mała Wieś gehören folgende Ortschaften mit einem Schulzenamt:
Borzeń
Brody Duże
Chylin
Dzierżanowo
Główczyn
Kiełtyki
Lasocin
Liwin
Mała Wieś
Nakwasin
Niździn
Nowe Arciszewo
Nowe Gałki
Nowe Święcice
Orszymowo
Perki
Podgórze
Podgórze-Parcele
Stare Arciszewo
Stare Gałki
Stare Święcice
Węgrzynowo
Wilkanowo
Zakrzewo Kościelne
Weitere Orte der Gemeinde sind Brody Małe, Dzierżanowo-Osada, Kupise, Murkowo, Przykory, Rąkcice und Ściborowo.